# Heilig-Geist-Kirche (Querfurt)

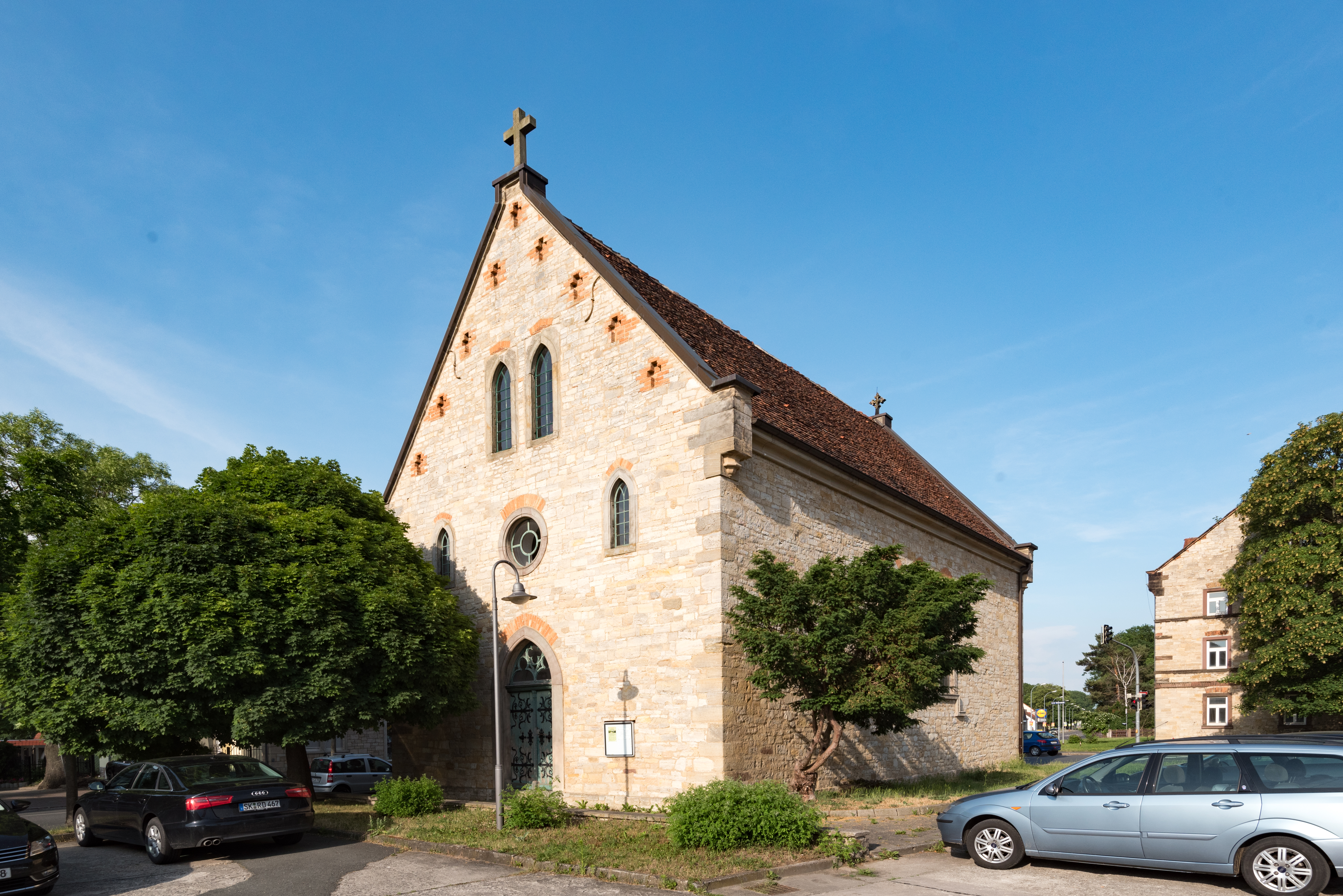
Heilig-Geist-Kirche

Die Heilig-Geist-Kirche ist eine denkmalgeschützte evangelische Kirche in der Stadt Querfurt in Sachsen-Anhalt. Im örtlichen Denkmalverzeichnis ist sie unter der Erfassungsnummer 094 06018 als Baudenkmal verzeichnet.
Die Heilig-Geist-Kirche befindet sich am Ostausgang von Querfurt, am sogenannten Steinwegischen Thor, unter der Adresse Merseburger Straße 56 in Querfurt.

## Geschichte
An der Stelle der heutigen Kirche befanden sich ursprünglich die Hospitale St. Georg und St. Johannis, die wegen Baufälligkeit im 19. Jahrhundert abgerissen wurden. Ein Neubau wurde errichtet, der beide Gebäude vereinte. Das neue Hospital wurde laut Ernst Ihle Hospital zum reinen Geist genannt, die Kirche wurde dem heiligen Johannes geweiht.

## Architektur
Der Architekt der Kirche war Friedrich August Ritter. Das als Hospitalkirche errichtete neogotische Gotteshaus verfügt über keinen Kirchturm. Der Innenraum ist schlicht und wird von einer Flachdecke überspannt.

## Orgel
Die heutige Orgel wurde 1868 vom Merseburger Orgelbauer Friedrich Gerhardt geschaffen. Das rein mechanische Instrument verfügt über ein Manual und Pedal, der Balg steht auf dem Dachboden über der Orgel.